# Wereldranglijsten wielrennen op de weg
Toen de wielersport na de Tweede Wereldoorlog steeds meer internationaal en commercieel werd, ontstond de behoefte om waarderingssystemen op te zetten waarmee renners en ploegen konden beoordeeld worden op de prestaties van een gans seizoen en niet enkel op individuele overwinningen. Een gunstige waardering betekende immers gemakkelijker of meer sponsorgeld, terwijl een goed geplaatste renner ook qua wedde hogere eisen kon stellen. Diverse systemen voor beoordelen en rangschikken werden in de loop der jaren opgezet, zowel door commerciële firma's als door de officiële wielerinstanties.

## Mannen

### Erelijst
| Jaar | Ranglijst                                 | Eerste                             | Tweede                               | Derde                                  |
| ---- | ----------------------------------------- | ---------------------------------- | ------------------------------------ | -------------------------------------- |
| 1948 | Desgrange-Colombo                         | Briek Schotte                      | Fermo Camellini                      | Gino Bartali                           |
| 1949 | Desgrange-Colombo                         | Fausto Coppi                       | Gino Bartali                         | Fiorenzo Magni                         |
| 1950 | Desgrange-Colombo                         | Ferdi Kübler                       | Fiorenzo Magni                       | Hugo Koblet                            |
| 1951 | Desgrange-Colombo                         | Louison Bobet                      | Ferdi Kübler                         | Fiorenzo Magni                         |
| 1952 | Desgrange-Colombo                         | Ferdi Kübler                       | Fausto Coppi                         | Stan Ockers                            |
| 1953 | Desgrange-Colombo                         | Loretto Petrucci                   | Louison Bobet                        | Stan Ockers                            |
| 1954 | Desgrange-Colombo                         | Ferdi Kübler                       | Raymond Impanis                      | Louison Bobet                          |
| 1955 | Desgrange-Colombo                         | Stan Ockers                        | Louison Bobet                        | Jean Brankart                          |
| 1956 | Desgrange-Colombo                         | Fred De Bruyne                     | Stan Ockers                          | Jean Forestier                         |
| 1957 | Desgrange-Colombo                         | Fred De Bruyne                     | Raymond Impanis                      | Gastone Nencini                        |
| 1958 | Desgrange-Colombo                         | Fred De Bruyne                     | Rik Van Looy                         | Jacques Anquetil                       |
| 1959 | Super Prestige Pernod                     | Henry Anglade                      | Roger Rivière                        | Noël Foré                              |
| 1960 | Super Prestige Pernod                     | Jean Graczyk                       | Pino Cerami                          | Gastone Nencini                        |
| 1961 | Super Prestige Pernod                     | Jacques Anquetil                   | Raymond Poulidor                     | Rik Van Looy                           |
| 1962 | Super Prestige Pernod                     | Jo de Roo                          | Jef Planckaert                       | Emile Daems                            |
| 1963 | Super Prestige Pernod                     | Jacques Anquetil                   | Tom Simpson                          | Raymond Poulidor                       |
| 1964 | Super Prestige Pernod                     | Raymond Poulidor                   | Jan Janssen                          | Jacques Anquetil                       |
| 1965 | Super Prestige Pernod                     | Jacques Anquetil                   | Tom Simpson                          | Ward Sels                              |
| 1966 | Super Prestige Pernod                     | Jacques Anquetil                   | Felice Gimondi                       | Raymond Poulidor                       |
| 1967 | Super Prestige Pernod                     | Jan Janssen                        | Eddy Merckx                          | Felice Gimondi                         |
| 1968 | Super Prestige Pernod                     | Herman Vanspringel                 | Felice Gimondi                       | Jan Janssen                            |
| 1969 | Super Prestige Pernod                     | Eddy Merckx                        | Felice Gimondi                       | Herman Vanspringel                     |
| 1970 | Super Prestige Pernod                     | Eddy Merckx                        | Herman Vanspringel                   | Luis Ocaña                             |
| 1971 | Super Prestige Pernod                     | Eddy Merckx                        | Luis Ocaña                           | Gösta Pettersson                       |
| 1972 | Super Prestige Pernod                     | Eddy Merckx                        | Raymond Poulidor                     | Cyrille Guimard                        |
| 1973 | Super Prestige Pernod                     | Eddy Merckx                        | Luis Ocaña                           | Felice Gimondi                         |
| 1974 | Super Prestige Pernod                     | Eddy Merckx                        | Roger De Vlaeminck                   | Frans Verbeeck                         |
| 1975 | Super Prestige Pernod                     | Eddy Merckx                        | Roger De Vlaeminck                   | Francesco Moser                        |
| 1976 | Super Prestige Pernod                     | Freddy Maertens                    | Francesco Moser                      | Joop Zoetemelk                         |
| 1977 | Super Prestige Pernod                     | Freddy Maertens                    | Roger De Vlaeminck                   | Bernard Hinault                        |
| 1978 | Super Prestige Pernod                     | Francesco Moser                    | Bernard Hinault                      | Joop Zoetemelk                         |
| 1979 | Super Prestige Pernod                     | Bernard Hinault                    | Giuseppe Saronni                     | Joop Zoetemelk                         |
| 1980 | Super Prestige Pernod                     | Bernard Hinault                    | Fons De Wolf                         | Francesco Moser                        |
| 1981 | Super Prestige Pernod                     | Bernard Hinault                    | Roger De Vlaeminck                   | Jan Raas                               |
| 1982 | Super Prestige Pernod                     | Bernard Hinault                    | Giuseppe Saronni                     | Silvano Contini                        |
| 1983 | Super Prestige Pernod                     | Greg LeMond                        | Sean Kelly                           | Jan Raas                               |
| 1984 | Super Prestige PernodFICP Wereldranglijst | Sean Kelly                         | Bernard Hinault Giuseppe Saronni     | Phil Anderson Bernard Hinault          |
| 1985 | Super Prestige PernodFICP Wereldranglijst | Sean Kelly                         | Phil Anderson                        | Greg LeMond Bernard Hinault            |
| 1986 | Super Prestige PernodFICP Wereldranglijst | Sean Kelly                         | Greg LeMond                          | Claude Criquielion Adrie van der Poel  |
| 1987 | Super Prestige PernodFICP Wereldranglijst | Stephen Roche Sean Kelly           | Sean Kelly Stephen Roche             | Claude Criquielion Adrie van der Poel  |
| 1988 | UCI WereldbekerFICP Wereldranglijst       | Steven Rooks Sean Kelly            | Sean Kelly Charly Mottet             | Charly Mottet Steven Rooks             |
| 1989 | UCI WereldbekerFICP Wereldranglijst       | Sean Kelly Laurent Fignon          | Tony Rominger Charly Mottet          | Rolf Sørensen Sean Kelly               |
| 1990 | UCI WereldbekerFICP Wereldranglijst       | Gianni Bugno                       | Rudy Dhaenens Claudio Chiappucci     | Sean Kelly Charly Mottet               |
| 1991 | UCI WereldbekerFICP Wereldranglijst       | Maurizio Fondriest Gianni Bugno    | Laurent Jalabert Miguel Indurain     | Rolf Sørensen Claudio Chiappucci       |
| 1992 | UCI WereldbekerFICP Wereldranglijst       | Olaf Ludwig Miguel Indurain        | Tony Rominger                        | Davide Cassani Claudio Chiappucci      |
| 1993 | UCI WereldbekerFICP Wereldranglijst       | Maurizio Fondriest Miguel Indurain | Johan Museeuw Tony Rominger          | Maximilian Sciandri Maurizio Fondriest |
| 1994 | UCI WereldbekerFICP Wereldranglijst       | Gianluca Bortolami Tony Rominger   | Johan Museeuw Miguel Indurain        | Andrei Tchmil Claudio Chiappucci       |
| 1995 | UCI WereldbekerFICP Wereldranglijst       | Johan Museeuw Laurent Jalabert     | Andrei Tchmil Tony Rominger          | Mauro Gianetti Miguel Indurain         |
| 1996 | UCI WereldbekerFICP Wereldranglijst       | Johan Museeuw Laurent Jalabert     | Andrea Ferrigato Alex Zülle          | Michele Bartoli Bjarne Riis            |
| 1997 | UCI WereldbekerFICP Wereldranglijst       | Michele Bartoli Laurent Jalabert   | Rolf Sørensen Jan Ullrich            | Andrea Tafi Michele Bartoli            |
| 1998 | UCI WereldbekerFICP Wereldranglijst       | Michele Bartoli                    | Léon van Bon Laurent Jalabert        | Andrea Tafi Abraham Olano              |
| 1999 | UCI WereldbekerFICP Wereldranglijst       | Andrei Tchmil Laurent Jalabert     | Michael Boogerd                      | Frank Vandenbroucke                    |
| 2000 | UCI WereldbekerFICP Wereldranglijst       | Erik Zabel Francesco Casagrande    | Andrei Tchmil Erik Zabel             | Francesco Casagrande Romāns Vainšteins |
| 2001 | UCI WereldbekerFICP Wereldranglijst       | Erik Dekker Erik Zabel             | Erik Zabel Erik Dekker               | Romāns Vainšteins Davide Rebellin      |
| 2002 | UCI WereldbekerFICP Wereldranglijst       | Paolo Bettini Erik Zabel           | Johan Museeuw Lance Armstrong        | Michele Bartoli Paolo Bettini          |
| 2003 | UCI WereldbekerFICP Wereldranglijst       | Paolo Bettini                      | Michael Boogerd Erik Zabel           | Peter Van Petegem Alessandro Petacchi  |
| 2004 | UCI WereldbekerFICP Wereldranglijst       | Paolo Bettini Damiano Cunego       | Davide Rebellin Paolo Bettini        | Óscar Freire Erik Zabel                |
| 2005 | UCI ProTour                               | Danilo Di Luca                     | Tom Boonen                           | Davide Rebellin                        |
| 2006 | UCI ProTour                               | Alejandro Valverde                 | Samuel Sánchez                       | Fränk Schleck                          |
| 2007 | UCI ProTour                               | Cadel Evans                        | Davide Rebellin                      | Alberto Contador                       |
| 2008 | UCI ProTour                               | Alejandro Valverde                 | Damiano Cunego                       | Andreas Klöden                         |
| 2009 | UCI Wereldkalender                        | Alberto Contador                   | Alejandro Valverde                   | Samuel Sánchez                         |
| 2010 | UCI Wereldkalender                        | Joaquim Rodríguez                  | Philippe Gilbert                     | Luis León Sánchez                      |
| 2011 | UCI World Tour                            | Philippe Gilbert                   | Cadel Evans                          | Alberto Contador                       |
| 2012 | UCI World Tour                            | Joaquim Rodríguez                  | Bradley Wiggins                      | Tom Boonen                             |
| 2013 | UCI World Tour                            | Joaquim Rodríguez                  | Chris Froome                         | Alejandro Valverde                     |
| 2014 | UCI World Tour                            | Alejandro Valverde                 | Alberto Contador                     | Simon Gerrans                          |
| 2015 | UCI World TourUCI World Ranking           | Alejandro Valverde                 | Joaquim Rodríguez Alexander Kristoff | Nairo Quintana Fabio Aru               |
| 2016 | UCI World TourUCI World Ranking           | Peter Sagan                        | Nairo Quintana Chris Froome          | Chris Froome Greg Van Avermaet         |
| 2017 | UCI World TourUCI World Ranking           | Greg Van Avermaet                  | Chris Froome                         | Tom Dumoulin Peter Sagan               |
| 2018 | UCI World TourUCI World Ranking           | Simon Yates Alejandro Valverde     | Peter Sagan Simon Yates              | Alejandro Valverde Elia Viviani        |

## Vrouwen

### Erelijst
| Jaar | Ranglijst                        | Eerste                                    | Tweede                                    | Derde                             |
| ---- | -------------------------------- | ----------------------------------------- | ----------------------------------------- | --------------------------------- |
| 1994 | UCI World Ranking                | Monica Valvik                             | ...                                       | ...                               |
| 1995 | UCI World Ranking                | Jeannie Longo                             | ...                                       | ...                               |
| 1996 | UCI World Ranking                | Jeannie Longo                             | ...                                       | ...                               |
| 1997 | UCI World Ranking                | Hanka Kupfernagel                         | ...                                       | ...                               |
| 1998 | UCI World RankingUCI Wereldbeker | Diana Žiliūtė                             | ... Alessandra Cappellotto                | ... Dede Barry                    |
| 1999 | UCI World RankingUCI Wereldbeker | Hanka Kupfernagel Anna Wilson             | Anna Wilson Hanka Kupfernagel             | Diana Žiliūtė Tracey Gaudry       |
| 2000 | UCI World RankingUCI Wereldbeker | Diana Žiliūtė                             | Hanka Kupfernagel Pia Sundstedt           | Anna Wilson Mirjam Melchers       |
| 2001 | UCI World RankingUCI Wereldbeker | Anna Wilson                               | Judith Arndt Mirjam Melchers              | Mirjam Melchers Susanne Ljungskog |
| 2002 | UCI World RankingUCI Wereldbeker | Susanne Ljungskog Petra Rossner           | Mirjam Melchers                           | Nicole Brändli Regina Schleicher  |
| 2003 | UCI World RankingUCI Wereldbeker | Susanne Ljungskog Nicole Cooke            | Mirjam Melchers Regina Schleicher         | Judith Arndt Mirjam Melchers      |
| 2004 | UCI World RankingUCI Wereldbeker | Judith Arndt Oenone Wood                  | Mirjam Melchers Petra Rossner             | Oenone Wood Angela Brodtka        |
| 2005 | UCI World RankingUCI Wereldbeker | Oenone Wood                               | Susanne Ljungskog                         | Judith Arndt Mirjam Melchers      |
| 2006 | UCI World RankingUCI Wereldbeker | Nicole Cooke                              | Marianne Vos Ina-Yoko Teutenberg          | Susanne Ljungskog Annette Beutler |
| 2007 | UCI World RankingUCI Wereldbeker | Marianne Vos                              | Nicole Cooke                              | Judith Arndt Ina-Yoko Teutenberg  |
| 2008 | UCI World RankingUCI Wereldbeker | Marianne Vos Judith Arndt                 | Judith Arndt Suzanne de Goede             | Ina-Yoko Teutenberg Marianne Vos  |
| 2009 | UCI World RankingUCI Wereldbeker | Marianne Vos                              | Kirsten Wild Emma Johansson               | Emma Johansson Kirsten Wild       |
| 2010 | UCI World RankingUCI Wereldbeker | Marianne Vos                              | Judith Arndt Emma Johansson               | Kirsten Wild                      |
| 2011 | UCI World RankingUCI Wereldbeker | Marianne Vos Annemiek van Vleuten         | Emma Johansson Marianne Vos               | Judith Arndt Emma Johansson       |
| 2012 | UCI World RankingUCI Wereldbeker | Marianne Vos                              | Judith Arndt                              | Emma Johansson Evelyn Stevens     |
| 2013 | UCI World RankingUCI Wereldbeker | Emma Johansson Marianne Vos               | Marianne Vos Emma Johansson               | Ellen van Dijk                    |
| 2014 | UCI World RankingUCI Wereldbeker | Marianne Vos Elizabeth Armitstead         | Emma Johansson                            | Elizabeth Armitstead Marianne Vos |
| 2015 | UCI World RankingUCI Wereldbeker | Anna van der Breggen Elizabeth Armitstead | Elizabeth Armitstead Anna van der Breggen | Jolien D'hoore                    |
| 2016 | UCI World RankingUCI World Tour  | Megan Guarnier                            | Leah Kirchmann Anna van der Breggen       | Emma Johansson Elizabeth Deignan  |
| 2017 | UCI World RankingUCI World Tour  | Annemiek van Vleuten Anna van der Breggen | Anna van der Breggen Annemiek van Vleuten | Marianne Vos Katarzyna Niewiadoma |
| 2018 | UCI World RankingUCI World Tour  | Annemiek van Vleuten                      | Anna van der Breggen Marianne Vos         | Marianne Vos Anna van der Breggen |